# Джерико (селище, Вермонт)
Джерико (англ. Jericho) — селище (англ. village) в США, в окрузі Читтенден штату Вермонт. Населення — 1333 особи (2020).

## Географія
Джерико розташоване за координатами 44°30′10″ пн. ш. 72°59′25″ зх. д. / 44.50278° пн. ш. 72.99028° зх. д. (44.502680, -72.990294).  За даними Бюро перепису населення США в 2010 році селище мало площу 3,64 км², з яких 3,62 км² — суходіл та 0,02 км² — водойми.

## Демографія
Згідно з переписом 2010 року, у селищі мешкало 1329 осіб у 514 домогосподарствах у складі 391 родини. Густота населення становила 365 осіб/км².  Було 532 помешкання (146/км²).
Расовий склад населення:
| - 96,1 % — білих - 1,0 % — чорних або афроамериканців - 0,3 % — корінних американців - 0,3 % — азіатів |

До двох чи більше рас належало 1,8 %. Частка іспаномовних становила 1,9 % від усіх жителів.
За віковим діапазоном населення розподілялося таким чином: 24,8 % — особи молодші 18 років, 63,9 % — особи у віці 18—64 років, 11,3 % — особи у віці 65 років та старші. Медіана віку мешканця становила 41,6 року. На 100 осіб жіночої статі у селищі припадало 101,1 чоловіків;  на 100 жінок у віці від 18 років та старших — 95,1 чоловіків також старших 18 років.
Середній дохід на одне домашнє господарство  становив 98 172 долари США (медіана — 88 045), а середній дохід на одну сім'ю — 104 631 долар (медіана — 100 125). Медіана доходів становила 53 393 долари для чоловіків та 51 932 долари для жінок. За межею бідності перебувало 1,4 % осіб, у тому числі 0,0 % дітей у віці до 18 років та 0,0 % осіб у віці 65 років та старших.
Цивільне працевлаштоване населення становило 819 осіб. Основні галузі зайнятості: освіта, охорона здоров'я та соціальна допомога — 32,7 %, роздрібна торгівля — 13,8 %, виробництво — 10,7 %, публічна адміністрація — 10,6 %.